# The Seven Stupidest Things to Escape From
The Seven Stupidest Things to Escape From è un programma comico televisivo in cui Jonathan Goodwin prova a presentare le cose più stupide da cui scappare. Ciò include 50 000 api ed un cane.
Lo show venne trasmesso la prima volta il 7 novembre 2005 da Channel 4.